# Сушица (община Ибрахимово)
Вижте пояснителната страница за други значения на Сушица.
Сушица (позната и като Конярска Сушица, на македонска литературна норма: Сушица) е село в Северна Македония.

## География
Селото се намира на 380 метра надморска височина в източния дял на Скопската котловина в областта Блатия в западното подножие на Градищанската планина. Влиза в състава на община Ибрахимово (Петровец) и има 178 жители.

## История
В края на XIX век Сушица е българско село в Скопска каза на Османската империя. Според статистиката на Васил Кънчов („Македония. Етнография и статистика“) към 1900 година в селото живеят 550 българи християни.
В началото на XX век цялото село е под върховенството на Българската екзархия. По данни на секретаря на екзархията Димитър Мишев (La Macédoine et sa Population Chrétienne) в 1905 година в Сушица има 760 българи екзархисти.
В 1910 година селото пострадва при обезоръжителната акция.
Както много други селища в днешна Македония и Сушица пострадва силно от сръбския терор между Първата и Втората световна война. Ужасеният френски шпионин Анри Пози лично успява да потвърди извършените жестокости над няколко българки от селото — Райна Недева, Мияна Танева, Виктория Андреева, Васа Митрева, които отказвали да кажат къде са избягали мъжете им и са били бити до кръв от сръбските стражари, след което залели подмишниците и половите им органи с газ и ги запалили.
Според преброяването от 2002 година селото има 178 жители северномакедонци.

## Личности
Родени в Сушица
- Георги Строиманов (? – 1922), деец на ВМРО, загинал в сражение със сръбска войска на 14 декември 1922 година[5]
- Георги Сушички (1898 – 1924), деец на ВМРО, загинал в сражение със сръбска войска на 16 март 1924 година[6]
- Наце Гьорев (? – 1921), деец на ВМРО, загинал в сражение със сръбска войска[5]